# Houdilcourt
Houdilcourt é uma comuna francesa na região administrativa de Grande Leste, no departamento Ardenas. Estende-se por uma área de 10,93 km². Em 2010 a comuna tinha 137 habitantes (densidade: 12,5 hab./km²).